# 茨城県道246号錫高野石塚線

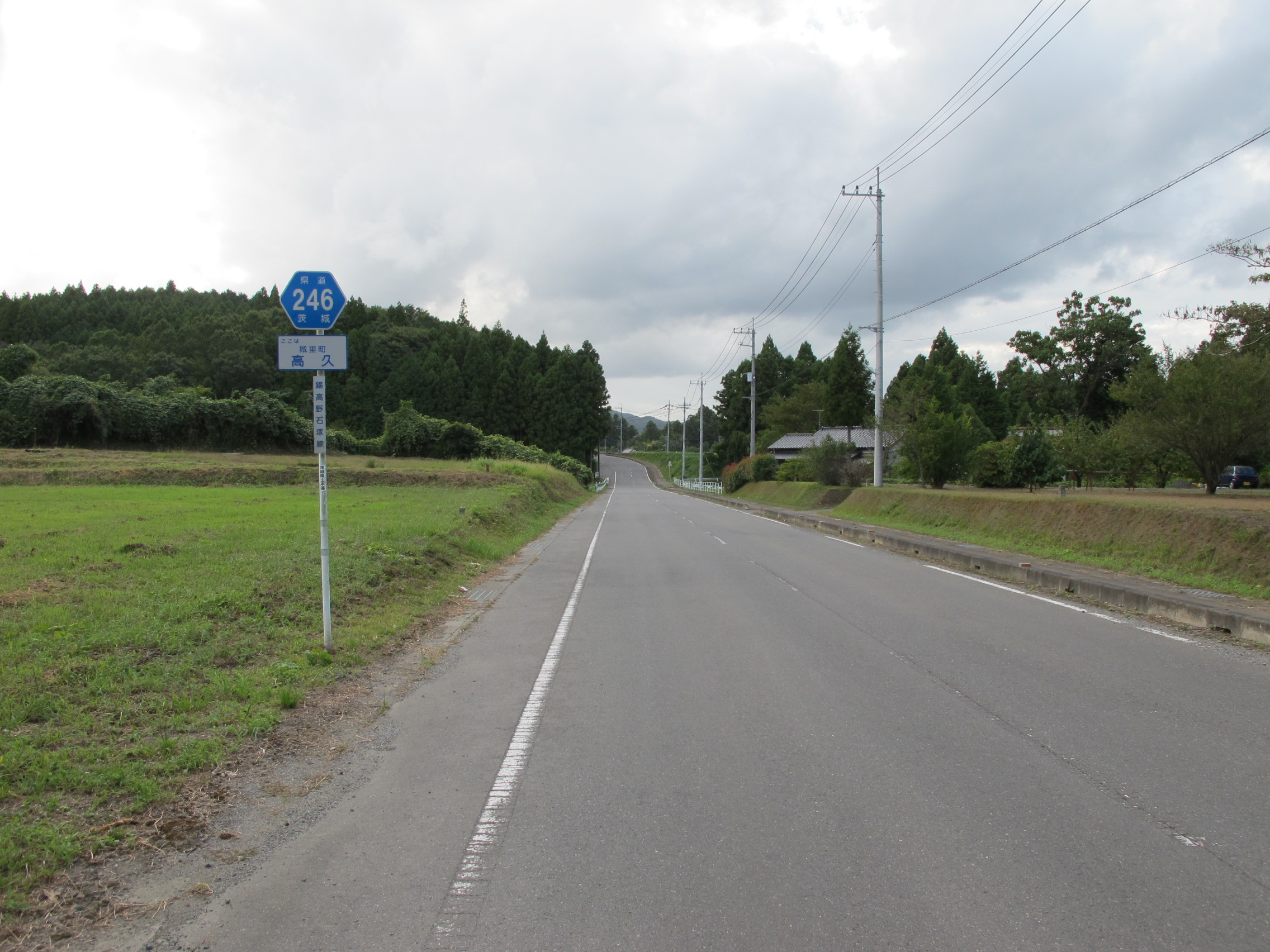
城里町高久（2012年9月）

茨城県道246号錫高野石塚線（いばらきけんどう246ごう すずごうやいしつかせん）は、茨城県東茨城郡城里町錫高野から同町石塚に至る一般県道である。

## 概要

### 路線データ
- 起点 : 東茨城郡城里町錫高野2659番地先（茨城県道39号笠間緒川線交点）[1]
- 終点 : 東茨城郡城里町石塚1196番1地先（茨城県道52号石岡城里線・茨城県道61号日立笠間線交点）[1]
- 総延長：10.255 km[2]
- 重用延長：0.009 km[2]
- 未供用延長：なし[2]
- 実延長：10.246 km[2]
- 自動車交通不能区間延長[注釈 1]：なし[2]

## 歴史
1984年（昭和59年）2月9日、既存の町道・村道を統合して県道へ昇格する新規路線として、起点を東茨城郡桂村大字錫高野、終点を東茨城郡常北町大字石塚とする路線を茨城県が道路法（昭和27年法律第180号）第7条の規定に基づき県道錫高野石塚線（整理番号409）に認定した。のちに、1995年（平成7年）に整理番号246に変更され現在に至る。路線認定当時より路線の一部に最小幅員3.5mの隘路があるなど道路事情は良くなかったことなどから、2000年代より道路改良が進められている。

### 年表
- 1984年（昭和59年）2月9日
  - 県道錫高野石塚線（整理番号409）として県道に認定[3]。
  - 道路の区域は、東茨城郡桂村大字錫高野（県道笠間緒川線交点） - 同郡常北町大字石塚（県道笠間常陸太田線[注釈 2]交点）の10.414km区間に決定される[1]。
- 1995年（平成7年）3月30日：整理番号409から現在の番号（整理番号246）に変更される[4]。
- 2003年（平成15年）3月17日：東茨城郡桂村大字錫高野 - 大字高久の現道（約1.5km）を2車線化改良[5]。
- 2008年（平成20年）1月21日：東茨城郡城里町大字錫高野 - 大字高久の旧道（計606m）が指定解除され、城里町道へ降格[6]。

## 道路施設
- 関谷橋（桂川、東茨城郡城里町大字錫高野）
- 境橋（江川、東茨城郡城里町大字上圷）

## 地理
城里町の丘陵地から八溝山地鶏足山塊北部を通る比較的起伏に富む道路で、標高は起点・石塚側が低く、終点・錫高野が高くなり、その標高差は約20m - 210mほどある。錫高野の最高点に「こまねぎ峠」とよばれる峠がある。

### 通過する自治体
- 茨城県
東茨城郡城里町

### 交差する道路
- 茨城県道112号阿波山徳蔵線（東茨城郡城里町錫高野）